# Lázár Madaras
Lázár Madaras (n. 20 februarie 1941, Chibed, Mureș, România – d. 30 aprilie 2020, Brașov, România) a fost un deputat român în legislatura 1990-1992 și în legislatura 1992-1996, ales în județul Brașov pe listele partidului UDMR. A fost de profesiune economist. Lázár Madaras a fost înlocuit pe data de 25 iunie 1996 de deputatul Ernest Török. În legislatura 1990-1992, deputatul a fost membru în grupurile parlamentare de prietenie cu Regatul Belgiei, Ungaria și Canada.